# うめいまほ
うめい まほは日本の女優。身長155cm。

## 略歴
- 2002年 きだつよし剣劇団・億流四十六派『仮面ニンジャー』にて初舞台
- 2002年〜2003年　新転位21演劇学校にて、山崎哲に師事。『ぼくは四月に』『1/2の少女+α』
- 2013年より劇団VOGAに所属。『DIGITALIS〜隠サレヌ恋〜』
- 2014年10月VOGA『Vector』